# علي بابير
علي بابير هو الشيخ علي بابير وتمان من مواليد 1961 كردستان العراق /السليمانية / قضاء بشدر. وهو أمير الجماعة الإسلامية الكردستانية منذ عام 2015. الشيخ علي بابير كاتب ومفكر إسلامي كردي له أكثر من ستين كتابا باللغتين الكردية والعربية مع آلاف الأشرطة الصوتية لخطاباته وندواته الثقافية والدينية. رشح نفسه في مدينة إربيل لانتخابات مجلس النواب العراقي، وحظي بالمركز الأول على مرشحي كل القوائم في إربيل.

## حياته
الشيخ (علي بابير وتمان) من عشيرة (ميراودلي) ولد في صيف (1961) ميلادية في قرية (كَنْجارَه) التابعة لناحية (سنطسر) من قضاء (بشدر) في محافظة السليمانية، قضى الشيخ السنوات الخمس الأولى لطفولته في قريته (كَنْجارَه) ثم (بَسْتستين) قبل أن يلتحق بالمدرسة.
التحق بالدراسة الابتدائية سنة (1967) في (سنطسر) واجتاز فيها الصف الأول ثم انتقل بيت والده من (بَسْتستين) إلى قرية (طردى تلي) وثم إلى مركز قضاء (رانيه)، وأثناء هذا التنقل وعلى الرغم من اجتيازه للصف الثاني الابتدائي في بيت عمته في قصبة (ضوارقورِنة) وكان الأول على صفه إلا انه بسبب عدم وصول وثيقتِهِ الدراسية من (سنطسر) إلى (ضوار قورِنة)، فقد حرم من هذه السنة الدراسية، لهذا أعاد الصف الثاني الابتدائي في (رانيه) سنة (1969) واستمر بالدراسة إلى أن أكمل المرحلة السادسة سنة (1973) حيث كان الأول على أقرانه في كل صفوف المرحلة الابتدائية.
بعد ذلك وفي سنة (1974) وفي مدينة (رانيه) التحق ب (المعهد الإسلامي) وأَكمل المرحلة الأولى في المعهد وكان الأول على صفه أيضاً، ثم في سنة (1975) وبسبب انهيار ثورة أيلول حرم أيضاً من الدراسة لكنه في سنة (1976) وفي مدينة (السليمانية) التحق بالمرحلة الثانية في (المعهد الإسلامي) واستمر فيها إلى سنة (1980) حيث أكمل المرحلة السادسة للإِعدادية الإسلامية (المعهد الإسلامي) وكان معدله 90%.
بعد ذلك وفي سنة (1980-1981) التحق بكلية (الفقه) في مدينة (النجف) وفي هذه المدينة كي يتعرف عن قرب على المذهب الشيعي.
كان الشيخ علي بابير يعمل في الصيف أو الإجازات في الفلاحة والزراعة لكسب مصاريفه وإعانة أسرته الفقيرة، وكان يوفر من المال لشراء الكتب لأنه مولع بالمطالعة.
عندما ذهب الشيخ إلى السليمانية لإِكمال دراسته الثانوية (المعهد الإسلامي) تأثر بالظروف السياسية والفكرية السائدة هنالك، حيث كان الصراع شديداً بين تيار الفكر الإسلامي وأصحاب النظريات المعادية للإسلام خاصة الماركسية والشيوعية، في هذه الظروف ازدادت مواهبه الفكرية والروحية وتوغل بعمق في عالم الكتب والمطالعة والتدبر.
من جهة أخرى اشتغل بالحوار والنقاش وهذا كان له تأثير كبير على اهتمامه أكثر فاكثر بالجوانب الإيمانية والروحية سواء من حيث العبادة كنوافل الصلاة والصيام والمداومة على الأذكار والأوراد وتلاوة القرآن، ومن حيث مطالعة الكتب والمصادر التي تتناول موضوع تزكية النفس والتقوى والأخلاق والسلوك، مثل كتاب (إِحياء علوم الدين) للشيخ أبي حامد الغزالي و (إيقاظ الهمم في شرح الحكم) و (الرسالة) وللقشيري و....الخ.
التحق في سنة (1981) بكلية (الفقه) في مدينة النجف وأكمل المرحلة الأولى، ولكن لما ذهب إلى مدينة النجف للاستمرار في دراسته الجامعية للسنة الثانية حذره أحد رفاقه في الصف بأنَّ البعثيين قرروا اعتقاله، لهذا غادر الشيخ علي باثير مدينة النجف فوراً وترك الدراسة وعادَ إلى مدينة (رانيه) وهناك حذره مختار المحلة بأنه مطلوب وأن جهاز الأمن قد كلفه بتعقّب عنوانه ومسكنه بهدف اعتقاله. 

وبعد أن أخفى الشيخ نفسه عدة أيام من الأنظار ذهب إلى إيران وبقي في كردستان إيران ستة أشهر في قرية (بَرْدَرَشْ) بين مدينتي (سردشت) و (بانه) وهناك واظب على طلب العلم في مدرسة الشيخ (محمد عزيز بردرشي) وفي هذه المدة تعلم اللغة الفارسية وحاول تقوية مهاراته الفكرية والروحية واستمر في عمله الدعوي ومحادثته مع الشيوخ وطلاب العلم خاصة والناس بشكل عام، وفي هذه الفترة أيضاً كانت له مناقشات وسجالات فكرية مع أفراد تابعين للأحزاب الكردية العلمانية في كردستان إيران حيث أن ثلاثة من هذه المناقشات أصبحت نواة ثلاثة كتب هي: (إِثبات وجود الله) و (العاطفة القومية) و (العدالة الاجتماعية)، كذلك وأثناء مكوثه في إيران وتردده سراً على كردستان العراق كانت له مناقشات فكرية مع عدد من الماركسيين من كوادر أحد الأحزاب الكردستانية العراقية حيث أصبحت اثنتان منها نواة لكتابين هما: (الإسلام هو الإسلام ليس مادياً ولا مثالياً) و (الإسلام مُنَبِّهٌ وليس مخدراً) ثم أصبحت كلها فيما بعد فصولاً في كتاب: (صراع الإِسلام والأيدلوجيات الأخرى).
بعد أن مكث الشيخ علي باثير ستة أشهر في كوردستان إيران انتقل إلى العاصمة الإيرانية طهران لغرض إتمام الدراسة الجامعية ولكن جهوده لم تكن مثمرة ولهذا عاد أدراجه بعد بقاءه ستة أشهر هناك إلى كوردستان العراق وبواسطة بعض الأصدقاء والمعارف توقف النظام عن ملاحقته مؤقتاً وأخيراً اجتاز امتحاناً في مديرية أوقاف أربيل للإمامة والخطابة بدرجة جيد جداً في 14/5/1983 ثم عين بعدها بشكل رسمي في مسجد (نورسي) في قضاء (رانيه) واستفاد من نظام الانتداب للتخلص من الخدمة العسكرية وفي تلك السنة أي (1983) كتب أول مؤلفاته تحت عنوان (خلاصة عن الإسلام) وطبعها في بغداد وفي نفس السنة أتم حفظ القرآن الكريم كله.
تزوج الشيخ في شهر كانون الثاني سنة 1984 من زوجته الأولى المرحومة (روخسار إبراهيم ماماغا) غفر الله لها وبعد شهر من هذا الزواج انتقل مع زوجته من (رانيه) إلى قرية (سرسيان) وذلك لأسباب أمنية.
بقي الشيخ في قرية (سرسيان) حوالى سنتين وحاول النظام أثناءها اعتقاله أكثر من مرة، لهذا انتقل إلى قرية (طلوى ماخؤ بزنان) وذلك بصفة إمام القرية واستقر فيها حوالي سنتين وازدادت خلالها محاولات النظام البعثي لاعتقاله وضَغَط على المسؤوليين المحليين التابعين له لإلقاء القبض عليه، لهذا اضطر الشيخ وعائلته أن يبقوا في حالة اِختفاء لعدة أشهر وذلك سنة 1987 إلى أن هاجر مع مجموعة من طلابه ورفاقه إلى المنطقة الحدودية بين العراق وإيران وأسسوا قوة عسكرية باسم (قوة حمزة) ضمن تشكيلات الحركة الإسلامية في كردستان العراق وبنوا قاعدة عسكرية في منطقة (قلآتوكان) ثم بعد ذلك استقروا فيها مع أُسَرِهِمْ.
في هذه المرحلة وقبل الخوض في مرحلة الحياة الجهادية (ثيشمرطايتي) ونضال الجبل يجدر الإشارة إلى عدة نقاط تتعلق بالسنوات السابقة:-
1. استقرار الشيخ في قرية (سرسيان) كان بجهود وتعاون (الشيخ عبد الرحمن لوترى) و (حاج آغا) رحمهما الله ومن بعدهما بتعاون أولاد حاج آغا (حسين وعباس) الذين كان لهم دور مُشرِّف في استخلاف أبيهم لحماية الشيخ علي باثير.
2. رزق الشيخ طفلته الأولى (بَسوز) أواخر سنة 1984 في قرية (سرسيان) وكذلك ألف أول تأليف له (خلاصة عن الإسلام) في نفس السنة.
3. طبع الشيخ كتابه الثاني (الصراع بين الإسلام والأيدلوجيات الأخرى) سنة 1985 والذي أثار ضجة كبيرة في حينه ونفذت جميع نسخه من المكتبات والتي طبع منها (5000) نسخة، لأن هذا الكتاب تصدى للماركسيين عندما كانت الماركسية والمادية في أوج قوتهما.
4. استقرار الشيخ في قرية (طلو) كان بمساعدة (الشيخ ملا سيد سليمان) و (خال أحمد رَشْ) الماخوبزني -رحمهما الله- وكذلك (حاج حمه آغا) وبمساندة (عباس بايز بالواغا)...
5. رزق الشيخ علي باثير بابنته الثانية (ثيروز) سنة 1986 في قرية (طلوي ماخوبزنان) وفي سنة 1987 وعندما كان الشيخ وزوجته في حالة اختفاء رزقوا بولدهم الثالث (محمد) حين كانت زوجته السيدة (روخسار) في منزل (والد حسن بابكر) في قرية بوسكين مختفية.
6. في تلك السنة 1987 صدر كتابه الثالث في بغداد تحت عنوان (أهمية ذكر الله في حياة الإنسان).

وأثناء ذلك استقر الشيخ في قرية (قلاتوكان) أسفل جبل (قنديل) مدة سنة تقريباً، حيث قام الشيخ «إضافة لمهامه كقائد عسكري لقوة (حمزة)» بعدة نشاطات أخرى منها:
1. شارك في سنة (1987) كعضوٍ في وفد (الحركة الإسلامية) للتفاوض والاتفاق مع الاحزاب الكردستانية الثلاثة والتي كانت القوى الرئيسية في حينها، وهي كل من:
  1. الاتحاد الوطني الكردستاني في مصيف (طويَزآ).
  2. الحزب الاشتراكي في قرية (كاولان).
  3. الحزب الديمقراطي الكردستاني في قرية (رِاذان).
2. قام بالعديد من الزيارات والجولات الميدانية، وكان أهمها الجولة التي استغرقت شهراً كاملاً في شتاء سنة 1987 مع مجموعة من المجاهدين (البيشمرطة) والتي ذكرت مفصلة في كُتيب بعنوان: (جولة في أحضان ارض الوطن) والذي اعده الأخوان (شريف ورزير ومحمد زرزي) تضمنت هذه الجولة الميدانية الكثير من الاجتماعات العامة والخطب والمحاضرات والمداولات، وكذلك الاجتماع مع شخصيات سياسية مشهورة آنذاك منهم:
  1. الشيخ عز الدين الحسيني، الذي كان من القيادات البارزة في كردستان إيران.
  2. بهاءالدين نوري، الذي كان حينها سكرتيراً للحزب الشيوعي.
  3. نوشيروان مصطفى، الذي كان حينها سكرتيراً لـ (كومة لة ى رِة نجدة راني كوردستان)
  4. فؤاد معصوم، الذي كان حينها عضواً للمكتب سياسي في الاتحاد الوطني الكردستاني.
3. كتَبَ عدة أبحاث مثل: (حزب الله)، (فدائيو الإسلام)، (لنتعرف على الإسلام بشكل احسن).
4. سَجَّلَ ونشر عشرات الأشرطة الصوتية لتفسير آيات قرآنية وخاصة تلك التي تتحدث عن الهجرة والجهاد والقتال.
5. قاد معركة -طردي رمكان- الذي استشهد فيها أربعة من المجاهدين (البيشمرطة) وجرح فيها آخرين وقتل فيها عدد كبير من الجنود والمرتزقة، وبسبب هذه المعركة وبعد الهجوم البري والجوي لقوات النظام اضطر المجاهدون لإخلاء منطقة (قلاتوكان) والمنطقة الواقعة اسفل جبل قنديل حالهم حال جميع الأحزاب الكردستانية الأخرى والتوجه إلى القرى والقصبات الحدودية في كردستان إيران، وذلك في نهاية عام 1988 مثل قرى (كوثر وباديناوا وخدراوا) وهكذا استقر الشيخ ورفاقه في القرى المذكورة مع عائلاتهم إلى أن حدثت الانتفاضة الجماهيرية سنة 1991 حيث انتقل الشيخ وعائلته من قرية (خدراوا) إلى مجمع (ديلزه) ثم في سنة 1992 استقر بيته في قرية (سَرْئَشْكوتان) قرب ناحية (بيتواتة) التابعة لقضاء (رانية).

في تلك السنوات الأربع شارك في عدة مؤتمرات واجتماعات مهمة مع انشغاله بأعماله اليومية في الإشراف على المقرات والقواعد العسكرية للحزب، هناك نقاط أخرى في هذه المرحلة جديرة بالذكر
1. في 4/6/1989 رزق الشيخ بابنه (عبد الرحمن) في مدينة (سردشت) ومن بعده بابنته (فاطمة) في (1/10/1990) في قرية (خدراوا) بكردستان إيران.
2. بين سنتي (1989 إلى 1990) شكل الشيخ (مجلس الشورى الموحد) والذي كان يتكون من أعضاء وقيادات عدة كتائب عسكرية في الحركة الإسلامية لغرض إصلاح الأوضاع الداخلية للحركة.
3. في هذه المرحلة كتب مؤلفاته (داء الحركة الإسلامية ودوائها) و (كردستان كيف دمرت وكيف تعمر؟) و (حكم العودة تحت نير الطاغوت) و (ماهو منهج الرسول؟).
4. وفي سنة 1991 سافر الشيخ إلى الحج برفقة كل من (الشيخ محمود آزادي) و (ملا أبوبكر صديقي) عن طريق باكستان واستغرق سفره ثلاثة أشهر ومن خلالها التقى بعدة شخصيات وجهات رسمية في باكستان والسعودية كوفد رسمي للحركة الإسلامية حيث كان حينها عضواً المكتب السياسي للحركة ومن الشخصيات التي التقى بها: الشيخ (ابن باز) و (عمر عبد الرحمن المصري) و (برهان الدين الرباني) وآخرون، وخلال تواجده في باكستان قدّم الشيخ علي باثير محاضرة باللغة العربية حول القضية الكردية وسبل معالجتها في ضوء الإسلام وكانت محاضرته تحت عنوان (القضية الكردية: جذورها وكيفية معالجتها) حيث نشرت حينها في مجلة (المرابطون).
5. في سنة 1992 شارك الشيخ في حملة الدعاية الانتخابية للدورة الأولى لبرلمان كردستان وفي هذه الأثناء كتب بحثاً بعنوان: (معالجة القضية الكردية بين الإيمان والبرلمان) وطُبِع في نفس السنة.
6. وحصل الشيخ علي باثير في مؤتمر الحركة الإسلامية سنة 1992 على المرتبة الأولى من الأصوات، وكُلِّفَ بتأسيس (مكتب التنظيم) الذي لم يكن له وجود يذكر من قبل وكتب في هذه المرحلة بحثاً بعنوان: (المواقف والخطوط العريضة لعملنا في هذه المرحلة).
7. في بداية عام 1993 عقد الشيخ على زوجته الثانية (شكرية احمد عبد الله).
8. وفي أحداث شهر كانون الأول سنة 1993 وبعد مهاجمة قوات الاتحاد الوطني الكردستاني لمقرات الحركة الإسلامية ونتائجها الدامية وبعد المعارك التي خاضها مجاهدو الحركة ببسالة للدفاع عن مقراتهم وبعد مقتل عدد كبير من الجانبين احتلت قوات الاتحاد كافة مقرات الحركة ونجا الشيخ علي باثير بأعجوبة مع ثلاثة آخرين من أفراد (البيشمرطة) وبمساعدة أصدقاء وإِخوان مخلصين من قبضة قوات الاتحاد الوطني، وفي النهاية استقر الشيخ في المناطق الحدودية في كردستان إيران واجتمع حوله عدد كبير من المجاهدين في منطقة (قاسم رش) و (زلَآ) وفتح جبهة عسكرية ضد قوات الاتحاد الوطني في الوقت الذي كان هناك جبهة حامية أخرى في منطقة شهرزور، وبعد شهور من القتال الضاري والمعارك طلب الاتحاد الوطني وقف القتال وخضع لمطالب الحركة الإسلامية المتمثلة في إعادة المقرات وتعويض الأضرار المادية.
9. وبعد عودة الحركة إلى المدن والقصبات في كردستان استمر الشيخ على باثير كعضو في المكتب السياسي للحركة ومسؤول مكتب التنظيم في إدارة شؤون الحزب حتى شهر آب سنة 2000 الميلادية، حيث عقد المؤتمر الأول لحركة الوحدة الإسلامية في قرية (طويلة) وكان من نتائجها حدوث تغيير جذري في حياة الشيخ علي باثير وفي الحركة بشكل عام كما سنذكره باختصار فيما بعد.....
 نشير باختصار إلى عدة نقاط خلال السنوات الست بين (1994 إلى 2000):

- في بداية سنة 1994 ذهب الشيخ إلى المناطق الحدودية وانشغل باعادة تنظيم قوات الحركة الإسلامية وفي هذه الأثناء كانت زوجتا الشيخ مختفيتان سراً في المناطق التي كان يسيطر عليها الاتحاد الوطني إلى ان جيئ بهما إلى مدينة (نغدة) ثم (مريوان) في كردستان إيران، ولكن في عامي (1995 – 1996) جاء باحدى زوجتيه إلى قرية (احمد ئاوا) وأبقى الأخرى في (مريوان).
- في تلك السنوات وإضافة لحركته الكثيرة وزياراته الميدانية إلى القرى والمدن الكردستانية قام الشيخ بفتح عدة دورات عقيدية وفكرية وسياسية لكوادر ومجاهدي الحركة الإسلامية، كانت احداها في مدينة حلبجة إذْ ألْقى (50) محاضرة حول (الايمان والعقيدة الإسلامية) في أحد مساجدها، حيث قام بعد ذلك الاخ (ملاّ بلال قلادزي) بأفراغها وكتابتها واعاد الشيخ النظر فيها بدقة وأصبحت فيما بعد كتاباً من ستة مجلدات تحت عنوان: (الايمان والعقيدة الإسلامية في ضوء الكتاب والسنة).
- وفي هذه السنة أيضاً ألقى الشيخ عدة من خطب الجمعة في جامع (الجهاد) في السليمانية ثم نشرت في كاسيتات فديوية وصوتية تم تفريغ بعضها وطبعت على شكل كراسات وكتيبات مفيدة، في تلك السنوات أيضاً كتب الشيخ عدة كتب وأبحاث منها (الحركة الإسلامية على مفترق الطرق)، (الحركة الإسلامية وآفاق مشرقة)، (مشروع المنهج الفكري للعمل الإسلامي)، (المسلم الكامل، القسم الأول: عقيدة المسلم)، (المسلم الكامل، القسم الثاني:
 عبادة المسلم)، (إرشادات لإسلاميي كردستان)، (الإسلام والقضايا المعاصرة)، (علماء الإسلام من هم وماهي صفاتهم)؟!.
- شارك الشيخ علي باثير سنة 1996 في الاجتماع السنوي الذي نظمه حزب الرفاه التركي بمناسبة فتح قسطنطينية من قبل السلطان محمد فاتح ورافقه في هذا السفر كل من (الاخ حسن بابكر والحاج دلشاد كلاري ومحمد سنطاوي --) وبعد هذا الاجتماع سافر مح حسن بابكر من تركيا إلى سوريا ولبنان والأردن والسودان واليمن والتقى خلال هذه الرحلة بالعديد من الجهات والشخصيات الإسلامية، حيث بحث معهم واقع إقليم كردستان والتيار الإسلامي فيها ومن هؤلاء:

أ-شخصيات إسلامية في كردستان تركيا.

ب-الشيخ عثمان بيارة—وكان قد التقاه سنة 1984 في بغداد سابقاً.

ت- (فتحي يكن)، أمير الجماعة الإسلامية حينها في لبنان، والسيد (محمد حسين فضل الله) الشخصية الشيعية المعروفة.

ج- (الشيخ أحمد كفتارو) مفتي سوريا.

ح-(عدالمجيد الذنيبات، (المراقب عام للاخوان المسلمين في الأردن.

خ- الدكتور عبد الكريم زيدان.

د- (الأستاذ محمد يدومي) أحد مسؤلي التجمع اليمني للأصلاح في اليمن. 

يذكر ان هذه الرحلة استغرقت حوالي ثلاثة أشهُر.
سافر برفقة مرشد الحركة الإسلامية الشيخ (علي عبد العزيز) سنة 1998 والذي خلف اخاه (الشيخ عثمان) بعد مؤتمر الحركة -رحمهما الله- إلى سوريا وليبيا، برفقة أعضاء آخرين من الحركة الإسلامية وكانت الرحلة من طريق البحر الأبيض المتوسط ومروراً بجزيرة (مالطا) استجابة لدعوة الحكومة الليبية لحضور الاجتماع العام الذي نظمته الحكومة الليبية للاحزاب والمنظمات والشخصيات الإسلامية على مستوى معظم دول العالم الإسلامي.
في سنة 1999 عندما كان منزله في حلبجة اتفقت الحركتان (الحركة الإسلامية) بقيادة الشيخ علي عبد العزيز و (حركة النهضة الإسلامية) بقيادة الشيخ صديق عبد العزيز، على توحيد صفوفهما واعلنوا عن تشكيل (حركة الوحدة الإسلامية) وتقرر عقد مؤتمرها الأول بعد مرور سنة على الاتفاق.
- عقد مؤتمر حركة الوحدة في شهر أب (2000) ولكن نتائج المؤتمر لم تكن مقبولة عند البعض ورفضوها على الرغم من توقيع الجميع وتعهدهم سابقاً بقبول نتائج المؤتمر وعلى الرغم من اعلان اللجنة المشرفة على أعمال المؤتمر عن نجاح المؤتمر بالاجماع.

ظهرت مشاكل كبيرة بعد المؤتمر داخل حركة الوحدة الإسلامية مع أن الشيخ علي باثير وانصاره قد حققوا فوزاً ساحقاً في المؤتمر حاول مدة تسعة أشهر التوصل إلى حل لهذه المشاكل بالحوار والتفاهم وإعطاء تنازلات كثيرة للطرف الآخر ولكن دون جدوى، ونتيجة لذلك ولانقاذ الحركة من هذه الازمة الخانقة بالإضافة إلى مشاكلها الأخرى أعلن الشيخ علي بابير وأنصاره عن (الجماعة الإسلامية في كردستان – العراق) في يوم (31/5/2001) حيث ضمت أكثرية قيادة وقواعد الحركة واعتبرت نفسها امتداداً لجهاد ونضال الحركات الإسلامية السابقة في كردستان وانتخب الشيخ علي بابير أميراً للجماعة الإسلامية في كردستان العراق، ونشير لعدة مسائل مرتبطة بهذه الفترة:
1. قبل اعلان الجماعة إسلامية كتب الشيخ كراسة من (25) فقرة بعنوان: (الاصول الشرعية واخطوط العامة للجماعة الإسلامية) ثم أصبحت فيما بعد بقرار من قيادة الجماعة أساساً لنهجهاً الفكري وسياستها الشرعية.
2. قبل الإعلان عن الجماعة الإسلامية وبعد أن وصلت جهود المصالحة إلى طريق مسدود، ذهب الشيخ علي بابير إلى منزل كل من (الشيخ صديق عبد العزيز) و (الشيخ محمد البرزنجي) و (الشيخ احمد كاكة محمود--) وطلب منهم واحداً بعد الآخر ان يقودوا عملية الإنقاذ والتغيير هذه التي فرضت نفسها وأبدى استعداده الكامل لمبايعتهم ومساندتهم هو ومن يوافقونه الرأى، ولكن ايّاً من هؤلاء الشيوخ لم يكونوا مستعدين لقبول طلبه.
3. بعد الإعلان عن الجماعة وخضوع معظم المراكز ومقرات الحركة لها طواعية ودون استخدام العنف، بدأ الطرف الآخر بالاستعداد للمواجهة المسلحة ومهاجمة المقرات وإطلاق النار عليها ونصب الكمائن لقيادات الجماعة، ولكن وبفضل صبر وطاعة مجاهدي الجماعة، وبعد نظر قيادتها امكن احتواء الوضع دون هدر الدماء.
4. أصبحت الجماعة الإسلامية أمراً واقعياً فرضت نفسها على الساعة السياسية وبدأت الاحزاب السياسية باقامة العلاقات والتعامل السياسي معها.

- توفيت والدة الشيخ علي بابير بداية سنة 2001 ودفنت في مقبرة ناحية خورمال رحمها الله وأدخلها الجنة برحمته.
- رزق الشيخ بابنته (شفاء) في (25/10/2002).
- وفي سنة (2002) دُعيَ من قبل الحكومة السعودية لأداء العمرة ورافقه في هذه الرحلة التي استغرقت اسبوعاً واحداَ كل من: (عبد الله القصري - – وآرام قادر ودارا محمد امين)، أعضاء قيادة الجماعة الإسلامية.
- قصفت قوات التحالف مقرات الجماعة الإسلامية في منطقة (هورامان) ليلة 20-21/3/2003 بالصواريخ وقتل وجرح جراءها حوالي (100) شخص من مجاهدي الجماعة الإسلامية وكوادرها وتم اخلاء هذه المنطقة بناء على اتفاق مع الاتحاد الوطني الكردستاني وانتقل مقر القيادة وعائلة الشيخ علي باثير إلى منطقة (ثشدر) واستقر مع عائلته في قرية (دارشمانه) قرب قضاء (قلعة دزة) كي يشرف عن قرب على قواته العسكرية ومقراته الحزبية.
- اعتقل الشيخ علي بابير من قبل القوات الأمريكية يوم (10/7/2003) عندما كان في طريقه إلى فندق (عشتار) في مصيف (دوكان) في كمين قرب قرية (قمجوغة) واعتقل معه (3) من أعضاء قيادة الجماعة و (10) من حراسه ونقلوا فوراً بثلاث طائرات هيليكوبتر إلى الموصل ومن ثم إلى سجن في مطار بغداد.

أمضى الشيخ (22) شهراً في المعتقل وامضى رفاقه مُدداً مختلفة بين عدة أيام وأسابيع وآخرهم كان (11) شهراً.

بما ان قصة المعتقل قد ذكرت بالتفصيل في كتاب بعنوان: (أمير وراء القضبان) لهذا لاندخل هنا في التفاصيل.

جدير بالذكر هنا ان الشيخ قد ألف كتاباً وهو معتقل في سجن (كروثر) الأمريكي باللغة العربية تحت عنوان (الإسلام كما يتجلى في كتاب الله) حيث كان القران الكريم مصدره الوحيد وهذا الكتاب يقع في (7) أجزاء و (3000) صفحة والجزأ الأول منه جاهز تحت الطبع.
- بعد قضاء (609) يوماً في المعتقل جاء الفرج يوم (28/4/2005) من الله سبحانه وتعالى وخرج الشيخ واستقبلته الجماهير بحفاوة بالغة على طريق (كركوك السليمانية) عند قرية (ضيمن) في حشد تجاوز ثلاثين الفاً، ونُظِّمت بعد ذلك مهرجانات جماهيرية لاستقبال الشيخ على باثير في سهل (حلبجة) ثم سهل (بيتوين) ومصيف (هنارة) قرب اربيل، حيث احتضنته الجماهير وكذلك كوادر واعضاء ومؤيدى الجماعة الإسلامية في كل هذه المناطق مذكورة.

لقد كان الإفراج عن الشيخ علي بابير بعد فضل الله، بجهد وسعي واهتمام قيادة الجماعة الإسلامية وقواعدها وانصارها وجماهيرها وعدد من الاحزاب السياسية والشخصيات الكردية من مختلف الأنحاء حيث ذكروا بدقة في كتاب (أمير وراء قضبان).
- أعيد انتخاب الشيخ أميراً للجماعة الإسلامية بالإجماع في مؤتمرها الأول والذي عقد في شهر تشرين الثاني سنة (2005).[1]
- في أواسط سنة (2006) سافر الشيخ برفقة الاخ (محمد حكيم) في رحلة إلى بريطانيا استغرقت شهراً عقد خلالها العديد من الندوات واللقاءات الجماهيرية مع الجالية الكردية في مدن بريطانيا وكذلك التقى بالمسؤولين في وزارة الخارجية البريطانية ومع شخصيات إسلامية في المهجر مثل:
  - الشيخ راشد الغنوشي، مسئول حركة النهضة التونسية.
  - الأستاذ علي بيانوني، المراقب العام للإخوان المسلمين في سوريا.
  - الدكتور كمال الهَلْباوي.
- بعد عودة الشيخ من رحلته إلى بريطانيا مباشرة تلقى دعوة رسمية من منظمة المؤتمر الإسلامي في شهر رمضان المبارك حيث سافر عن طريق (بغداد – عمان) إلى مكة المكرمة وشارك في الاجتماع الذي عقد ليلة (27) من رمضان بحضور عدد كبير من العلماء والشخصيات البارزة من السنة والشيعة وذلك للتوقيع على (ميثاق مكة) لانهاء الاقتتال الطائفي في العراق وكان الشيخ علي بابير صاحب أول توقيع على الميثاق.
- سافر الشيخ إلى الحج والعمرة للمرة الثالثة سنة (2006) وذلك لأداء الحج بدلاً عن والدته المتوفية وأخذ معه والده وزوجته (شكرية) وكلا من (ملامحمد رازي) و (الاخ ملامروان طلالي)..
- شارك الشيخ علي باثير سنة (2007) برفقه وفد من الجماعة إلى إيران لحضور مؤتمر لمناصرة أهل فلسطين والتقى على هامش المؤتمر مع (خالد مشعل) رئيس المكتب السياسي لحركة حماس.
- سافر الشيخ ضمن وفد الاحزاب الكردستانية إلى تركيا في 10/11/2008 واجتمع الوفد بمسؤولين في الوزارة الخارجية ونائب (رجب طيب اردوغان) السيد (ئَكَمَن باغش) وكان الغرض من الزيارة تهدئة التشنجات الحاصلة على الحدود بين الإقليم وتركيا وهذا ما حصل فعلاً.
- ترأس الشيخ علي باثير وفد الاحزاب الكردستانية إلى إيران في (24/11/2008) وذلك لتمتين علاقات الإقليم مع إيران واستقبل الوفد من قبل (هاشمي رفسنجاني) و (منوجهر متكي) وزير الخارجية و (سعيد جليلي) رئيس مجلس الأمن القومي الإيراني و (سردار سليماني) قائد جيش القدس وعدد من المسؤولين الآخرين وكان لهذه الزيارة نتائج إيجابية..[بحاجة لمصدر]

## مؤلفاته وندواته
للشيخ منتجات فكرية كثيرة من الكتب والكتيبات والمقالات التي كتب أغلبها ما بين (2000-2009) نذكر منها:
- معرفة الله – الدين - الإيمان.
- علماء الإسلام من هم، وماهي صفاتهم؟.
- التوبة إلى الله عز وجل.
- قواعد مهمة في التعامل الشرعي الحكيم مع المسائل الفرعية الخلافية.
- ابتلاء الله لعباده ماهو وكيف يكون؟!.
- الجماعة الإسلامية أهداف ومواقف.
- الأدلة الشرعية لتأسيس الجماعة الإسلامية الحلقات: (1-2-3-4-).
- المرأة الكردية المسلمة حقوقها الشرعية وواجباتها المهمة.
- المرأة والأسرة في ظل الشريعة.
- مسائل عصرية رائجة.
- إرشادات لإخواننا وأخواتنا في المهجر.
- كتاب (لا تتعدوا المحرمات)، لقاء صحفي، أجراه د - حسين محمد عزيز.
- كيف نتعامل مع الناس.
- من هو شهيد وماهو فضله؟.
- ماهو الجهاد في سبيل الله ولماذا وكيف نجاهد؟.
- حتى لا نندم على جهادنا.
- الجهاد في سبيل الله ملاحظات وتنبيهات.
- كراسة (مشروعنا الإسلامي)- كلمة ألقيت في المؤتمر الأول للجماعة الإسلامي.
- كتاب (أمير وراء القضبان) لقاء صحفي، أجراه هاوذين عمر.
- الإسلام والعمل الإسلامي في ضوء القرآن والسنة.
- التيار الإسلامي والعلماني نقاط الوفاق والاختراق.
- كيف نستفيد من القرآن أكثر؟.
- مواضيع فنية في ضوء القرآن والسنة.
- نظرة إسلامية، لواقع إقليم كردستان.
- شبابنا بين الأصالة والتقليد.
- ماذا نخسر بإِبعاد المرأة عن الإسلام !
- توضيحات على السياسة الإسلامية.
- كيف نكون قدوة وكيف نبني القاعدة الجماهيرية.
- طلبة العلم الشرعي ملاحظات وإرشادات.
- أسس مهمة للخطابة.
- الأخلاق الفاضلة معيار الالتزام بالإسلام.
- الدعوة إلى الله، ماهي وكيف تكون ولماذا ومن يقوم به؟.
- كيف ينبغي أن يكون الطلاب في هذا الواقع، وماهي واجباتهم؟.
- طبيعة الأسرة وأركانها ومسألة تعدد الزوجات في ميزان الشرع والعقل.
- الانهيار الأخلاقي يهوي بمجتمعنا.. فالحذر الحذر.
- الشباب في المفاهيم المعاصرة، لقاء صحفي أجراه ناجح فرج.
حتى الآن ترجمت الكتب التالية إلى العربية:
- علماء الإسلام من هم وما هي صفاتهم؟! (مطبوع).
- مسائل عصرية رائجة، (مطبوع).
- أمير وراء القضبان، (مطبوع).
- طريق الصلاح والسير إلى الله، (لم يطبع).
- قواعد مهمة للتعامل الشرعي الحكيم مع المسائل الخلافية الفرعية، (جاهزة للطبع).
- كيف نتعامل مع الناس؟!، (مطبوع).
- الأصول الشرعية والخطوط العامة للجماعة الإسلامية، (مطبوع).[بحاجة لمصدر]